# Gustaf Molander
Gustaf Molander (Helsinki, 18 de noviembre de 1888 – 19 de junio de 1973) fue un actor y director de cine sueco. 

## Trayectoria
El apellido Molander está unido a una importante saga de actores y directores de teatro de Suecia. Gustaf Harald August Molander nació en Helsinki en Finlandia, donde su padre estaba trabajando en el Teatro sueco. Sus padres fueron el director Harald Molander (1858–1900) y la actriz y cantante Lydia Molander (nacida Wessler). 
Su hermano algo menor, Olof Molander (1892–1966), fue asimismo director. Y Gustaf Molander tuvo dos hijos con el mismo destino cinematográfico: Harald Molander, fruto de su unión con la actriz Karin Molander, fue director y productor; Jan Molander, fruto de su segundo matrimonio con Elsa Fahlberg, fue actor.
Estudió en la escuela de actores del Dramaten de Estocolmo en 1907–1909, cuando se fundó el nuevo edificio, y actuó en el Teatro sueco de Helsinki al inicio, entre 1909–1913. A continuación actuó en el Dramaten, 1913–1926, en donde acabó enseñando. Entre sus estudiantes se contó, entre muchos otros, Greta Garbo.
Molander escribió varios guiones para Victor Sjöström y Mauritz Stiller, que dominaban desde lo alto la escuela de cine de Suecia. En 1920 el cine sueco estaba en un gran momento, hasta el punto de que directores daneses, como Benjamin Christensen y Carl Theodor Dreyer estuvieron trabajando en Estocolmo, tras el desplome danés, con lo que logró peso mundial. Pero los financieros norteamericanos lograron atraer a directores y actores, con detrimento de esa cinematografía, que declinó por el momento.
Al final, Molander pudo lograr una plaza de dirección para la compañía de cine sueca, la Svensk Filmindustri, donde trabajó desde 1923 hasta 1956, ayudando al gran lanzamiento de ese cine escandinavo.
Ingmar Bergman (que se consideraba discípulo de su hermano Olof Molander y de Alf Sjöberg), recordó mucho a ambos en sus memorias, así como al longevo Gustav Molander, que le llevaba exactamente treinta años.

## Cine destacado
En conjunto, dirigió 62 filmes. Trabajó mucho con el actor Gösta Ekman.
- El espía de Osterland, con gran éxito; había sido ya filmada en 1904 por la sucursal sueca de Pathé.
- Los malditos (1925)
- Las parisienses (1927)
- Charlotte Lowenskiold (1930)
- Serments, La escalera de servicio (1931)
- Intermezzo (1936), con Ingrid Bergman, la actuación que la condujo a América, donde ella volvió a rodar el film en Hollywood: Intermezzo (1939 USA).
- Los malditos, que completaba la trilogía Jerusalén en Dalecarlia; estaba basada en la extensa novela homónima de Selma Lagerlöf, que había dejado inconclusa Viktor Sjöström, tras dividirla en episodios (La voz de los malditos y El reloj roto).

## Premios y distinciones
Festival Internacional de Cine de Venecia
| Año  | Categoría              | Película           | Resultado |
| ---- | ---------------------- | ------------------ | --------- |
| 1934 | Diploma Honorario      | En stilla flirt    | Ganador   |
| 1938 | Recomendación especial | Un rostro de mujer | Ganador   |